# Porphyrinia purpurina
Porphyrinia purpurina är en fjärilsart som beskrevs av Ignaz Schiffermüller 1776. Porphyrinia purpurina ingår i släktet Porphyrinia och familjen nattflyn. Inga underarter finns listade i Catalogue of Life.